# Viva Hate
A Viva Hate Morrissey angol énekes-szövegíró debütáló szólólemeze. 1988-ban adták ki. A címe eredetileg Education in Reverse lett volna, néhány ausztrál és új-zélandi kiadás ezen a címen jelent meg. Az album egyike Morrissey legismertebb lemezeinek, 1993. november 16-án kapta meg az arany minősítést a RIAA-tól. Szerepel az 1001 lemez, amit hallanod kell, mielőtt meghalsz című könyvben.

## Az album dalai
|     | Cím                                                  | Szerző(k)                 | Hossz |
| --- | ---------------------------------------------------- | ------------------------- | ----- |
| 1.  | Alsatian Cousin                                      | Morrissey, Stephen Street | 3:13  |
| 2.  | Little Man, What Now?                                | Morrissey, Street         | 1:48  |
| 3.  | Everyday Is Like Sunday                              | Morrissey, Street         | 3:32  |
| 4.  | Bengali in Platforms                                 | Morrissey, Street         | 3:55  |
| 5.  | Angel, Angel, Down We Go Together                    | Morrissey, Street         | 1:40  |
| 6.  | Late Night, Maudlin Street                           | Morrissey, Street         | 7:40  |
| 7.  | Suedehead                                            | Morrissey, Street         | 3:56  |
| 8.  | Break Up the Family                                  | Morrissey, Street         | 3:55  |
| 9.  | Hairdresser on Fire (bónuszdal az amerikai kiadáson) | Morrissey, Street         | 3:51  |
| 10. | The Ordinary Boys                                    | Morrissey, Street         | 3:10  |
| 11. | I Don't Mind If You Forget Me                        | Morrissey, Street         | 3:17  |
| 12. | Dial-a-Cliché                                        | Morrissey, Street         | 2:28  |
| 13. | Margaret on the Guillotine                           | Morrissey, Street         | 3:42  |

## Közreműködők
- Morrissey – ének
- Stephen Street – basszusgitár, gitár, producer
- Vini Reilly – gitár, billentyűk
- Andrew Paresi – dob
- Alan Winstanley – producer
- Richard Koster – hegedű
- Fenella Barton – hegedű
- Rachel Maguire – cselló
- Mark Davies – cselló
- Robert Woolhard – cselló
- John Metcalf – brácsa

## Fordítás
Ez a szócikk részben vagy egészben a Viva Hate című angol Wikipédia-szócikk ezen változatának fordításán alapul.  Az eredeti cikk szerkesztőit annak laptörténete sorolja fel. Ez a jelzés csupán a megfogalmazás eredetét és a szerzői jogokat jelzi, nem szolgál a cikkben szereplő információk forrásmegjelöléseként.